# Iñigo Manterola Ondarra
Iñigo Manterola Ondarra (Orio, 1973) es un pintor y escultor español.

## Biografía
Nacido en un núcleo familiar de tradición marinera. Desde pequeño muestra mucho interés por el dibujo y la pintura. Cuando contaba con tan solo 8 años, su profesora habló con su madre y le apuntó a clases extraescolares de pintura. Debido a esa pasión por el arte, Iñigo cursa sus estudios en la Facultad de Bellas artes en Bilbao entre 1993 y 1998, licenciándose en la especialidad de pintura. En 2003 se casa con Helena Hernández Grau, de su matrimonio nacen dos hijas (Lucía y Marina) 
Tras finalizar sus estudios, realizó diversos talleres entre los que destacan, por un lado el taller de pintura MAESTROS DE LA FIGURACIÓN, junto con Antonio López García y Juan José Aquerreta, en la Escuela de Arquitectura de Pamplona el año 2006. Por otro lado, el taller TEXTURAS, impartido por el artista australiano David Kelly con motivo de la exposición AUSTRALIS en la sala Kubokutxa de San Sebastián en el año 2010.
Además, se pueden destacar muchos proyectos durante su trayectoria artística, así como Camino entre dos aguas, de la figuración a la abstracción,en el año 2005, exposición multidisciplinar que se presentó tanto en la Galería ISPILU de Zarauz como en Madrid en la galería Jovenart. En 200,7 Pinturas Animadas, un mareo en el Cantábrico, en la galería 3E de Bilbao. En el año 2011 realizó un proyecto junto al artista Gorka Larrañaga, Txantxareatzen que consistió en realizar un ejercicio plástico entre ambos con su posterior exposición en la galería La Casa en Ciudad de México En el año 2016, realizó RTRAZO, radiografía de un gesto agonizante, en la sala Polvorín de la Ciudadela de Pamplona, que posteriormente viajó a la galería Enelestudio de San Sebastián.

## Trayectoria
Si hay algo que destacar en la trayectoria de Iñigo es su constante y vital evolución. La necesidad de ir quemando etapas y de presentar nuevas propuestas es tangible. Tras dedicarle unos 15 años única y exclusivamente a la pintura, comenzó a incorporar en sus proyectos otro tipo de disciplinas como la escultura, la fotografía y la instalación, con ánimo de ir creciendo en su trabajo.
Iñigo ha podido exponer en más de 50 exposiciones individuales y 20 colectivas,en ciudades como San Sebastián, Vitoria, Pamplona, Bilbao, Valencia, Sevilla, Madrid, Barcelona, Biarritz, Ciudad de México, Oporto, Abu Dabi etc., en todas se ha podido ver su evolución. Recientemente, Iñigo ha incorporado la resina para realizar sus piezas y también el dibond como soporte en sus pinturas, concretamente en la serie Rtrazo.
Además, el 21 de junio de 2019, Iñigo inauguró su nuevo estudio en Zarauz.

## Modo de trabajo
Al haber nacido en una familia de tradición marinera, su temática se asoma pronto al balcón de los pesqueros de bajura, los arrantzales y el ajetreo del puerto. Y no ha cambiado hasta hoy, salvo en sus ejercicios, que lo sumergen por un tiempo en el lenguaje no figurativo. También Manterola ha trabajado la escultura, convirtiendo cada pieza en un pieza única utilizando diferentes materiales tanto el hierro, acero corten, cobre, hierro galvanizado, nylon, acero inoxidable, resina o hierro pintado.
Otro de los aspectos a destacar de Manterola es que cree en las sinergias y en las colaboraciones con otros artistas y disciplinas. Dice que existe un enriquecimiento mutuo en todo maridaje. Prueba de ello son los ejercicios con artistas como Gorka Larrañaga y Samuel Dougados, el proyecto UNYON junto a Marfil Joyeros y, más recientemente, la colaboración con la chef francesa Hélène Darroze, que cuenta con 3 estrellas Michelin, para quien ha diseñado los servilleteros de su restaurante de París y donde en cada mesa luce una de sus esculturas. Una de sus últimas colaboraciones ha sido con el Hotel más emblemático de la ciudad de San Sebastián Hotel María Cristina).
Su última colaboración ha sido con Amar Barcelona el nuevo restaurante de El Palace Barcelona y Raza Zafra. El restaurante, que toma el nombre del amor por la ciudad del cinco estrellas más antiguo de Barcelona, así como de la pasión de Zafra por los productos del mar. El restaurante contará con esculturas de la serie “Infancia robada” del artista vasco Íñigo Manterola en algunas de las mesas. Elaboradas en acero inoxidable recreando formas relacionadas con el mar, a través de ellas el artista eleva el dibujo infantil y el titubeo del trazo a las tres dimensiones. Íñigo Manterola exhibe también piezas de sus colecciones “Tránsitos” y “Paseos por el soporte” que, una vez más, tienen al mar como protagonista, 

## Galería

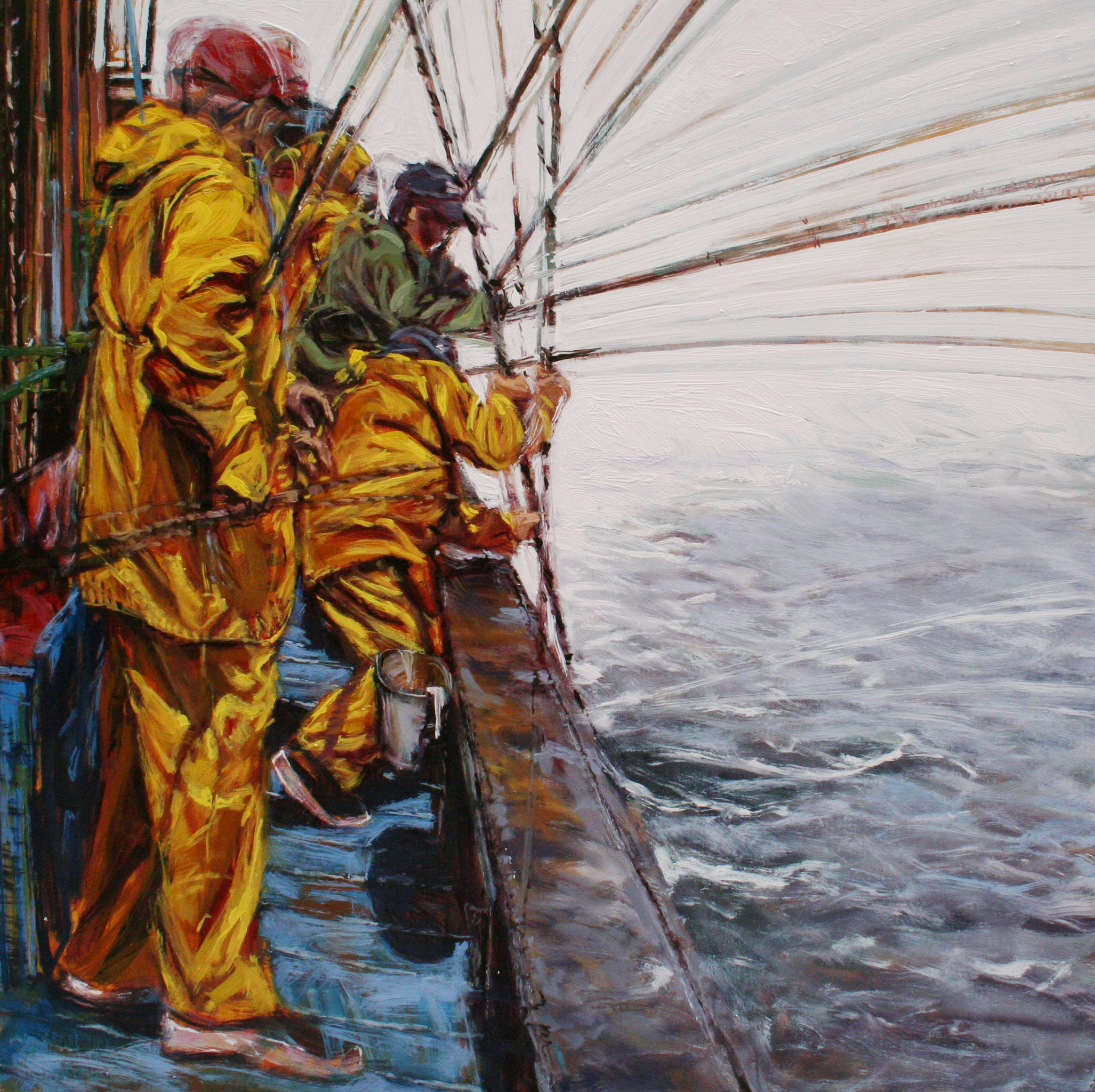
Pescadores de bonito
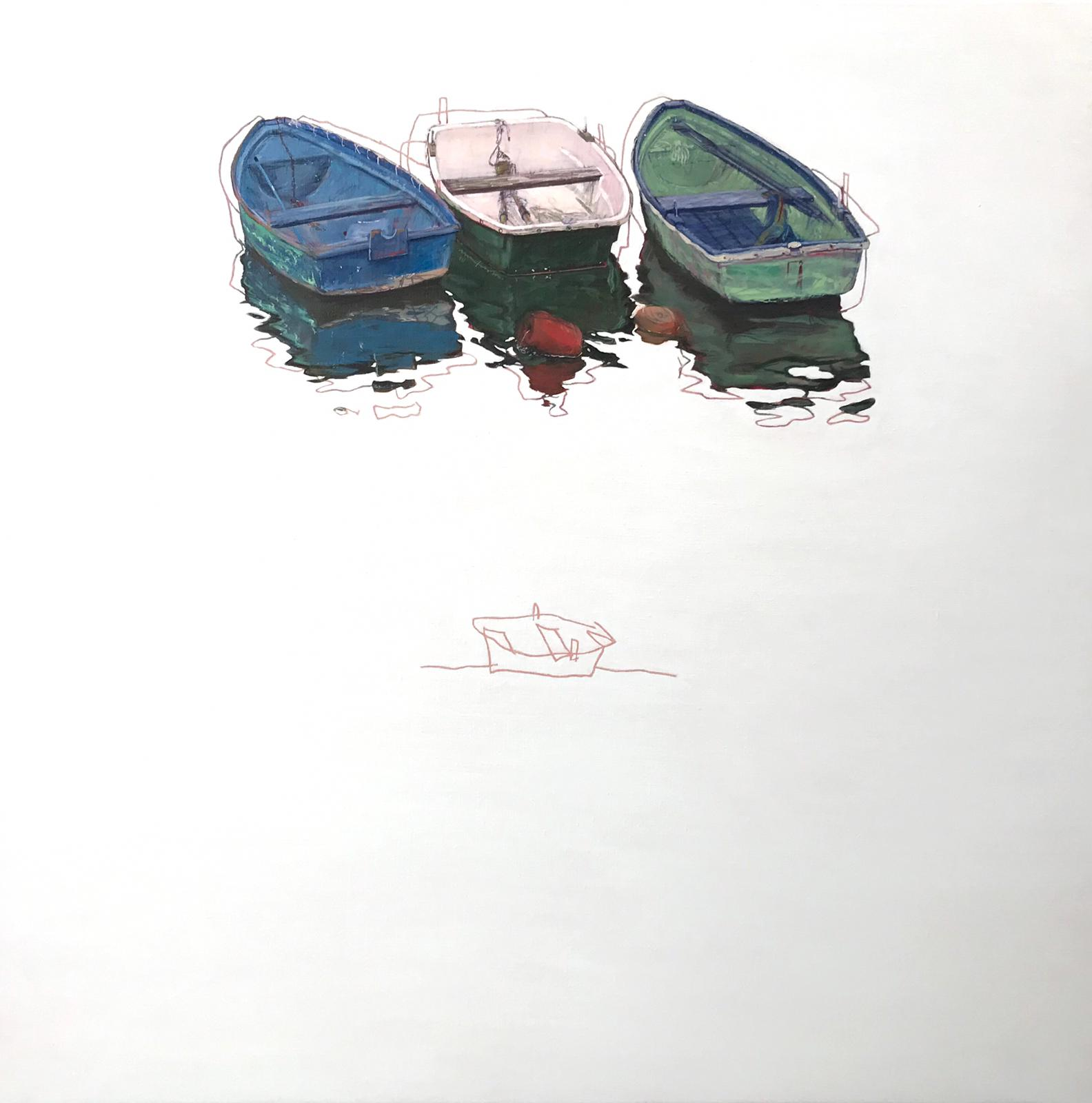
Tres Barcas
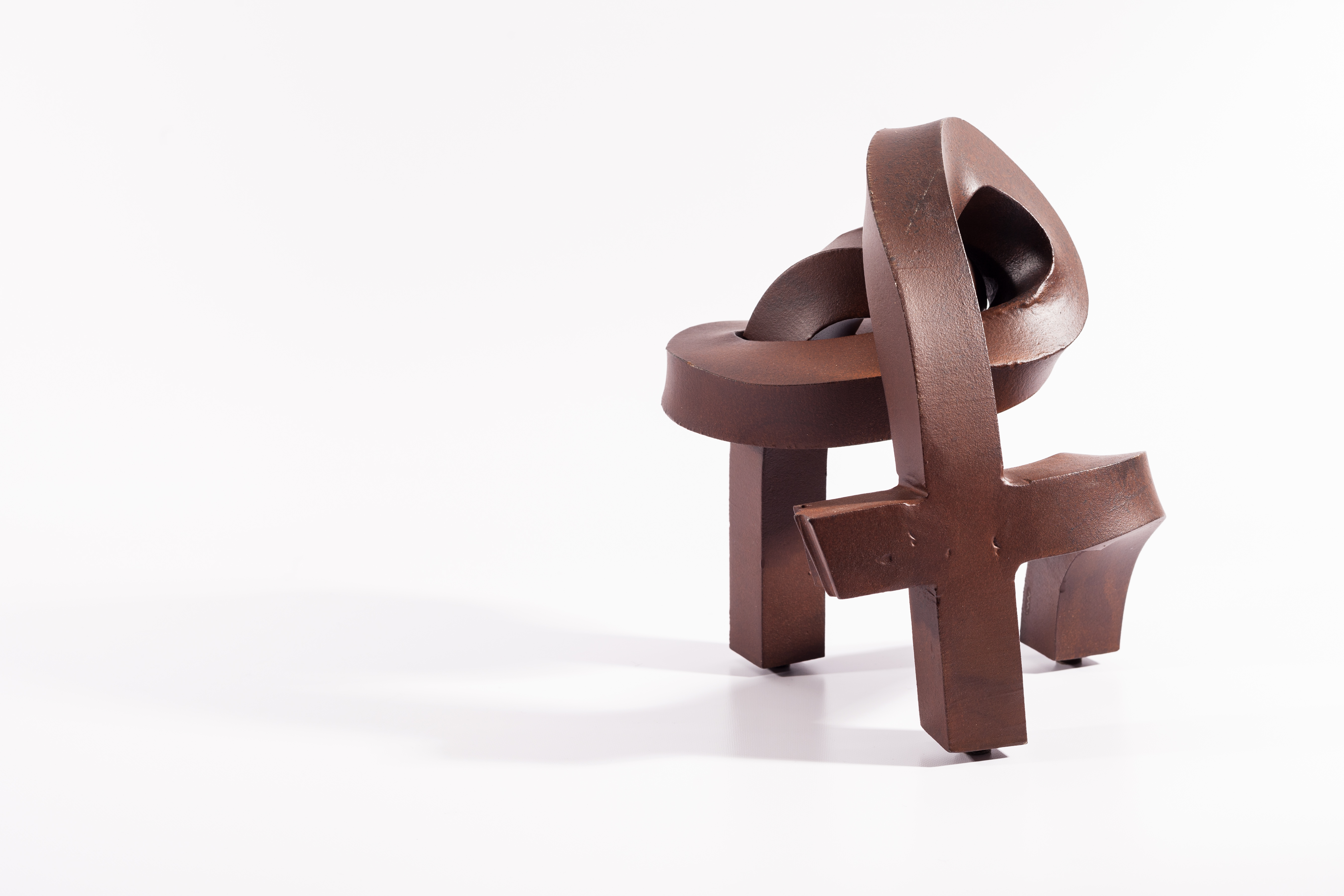
Paseos por el soporte
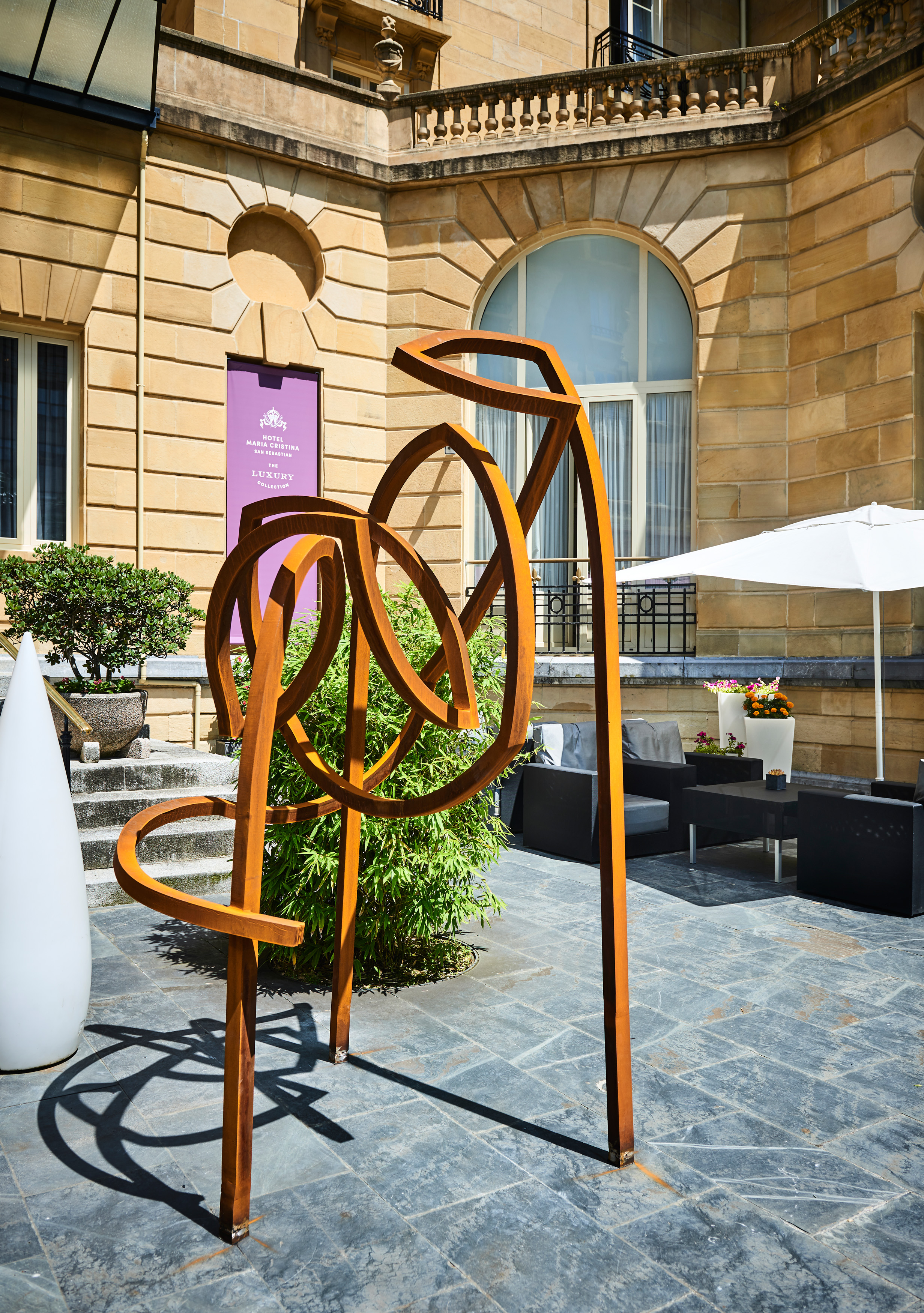
Paseos por el soporte
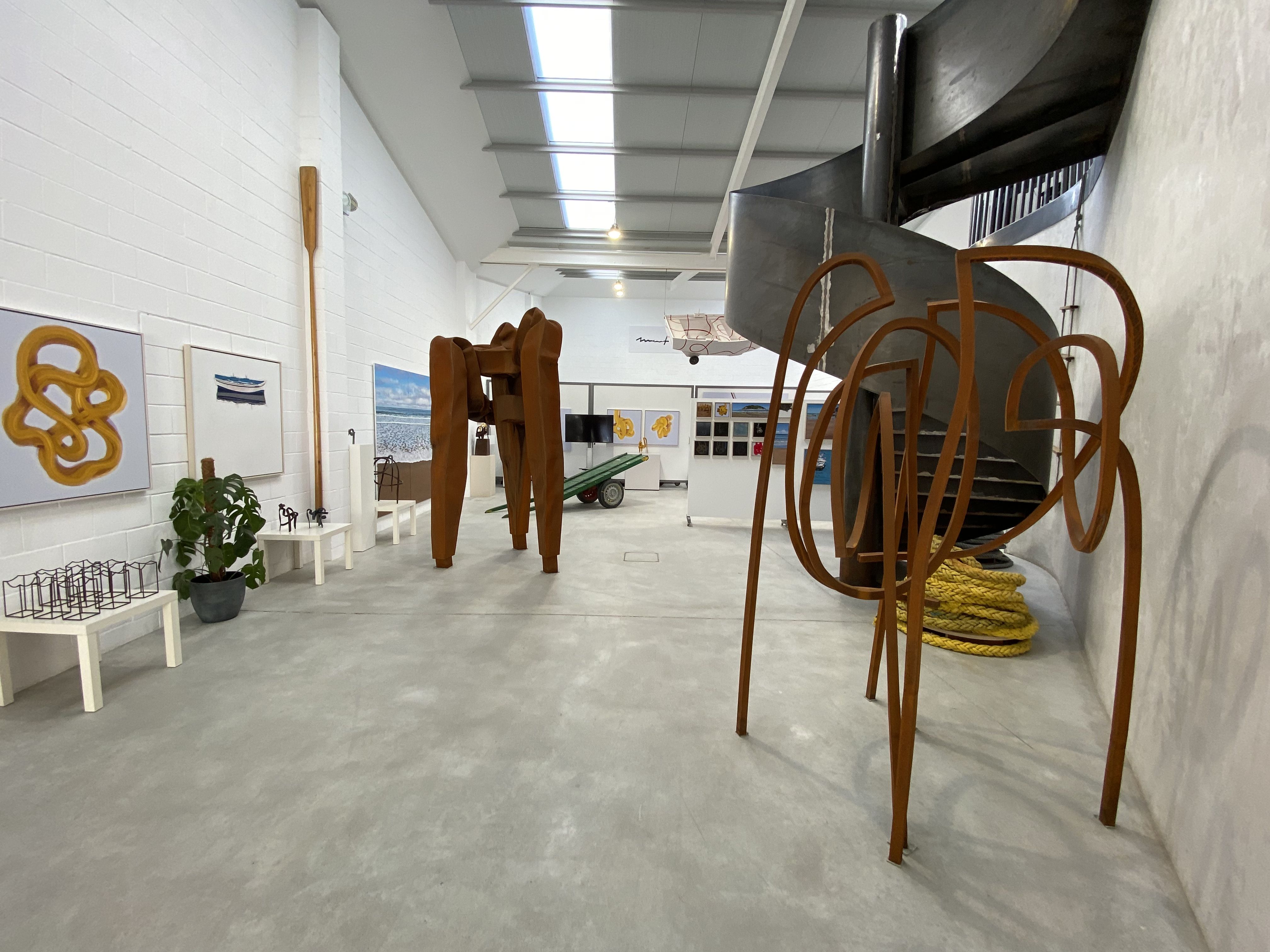
Estudio de Iñigo Manterola